# 西固义乡
西固义乡，是中华人民共和国河北省邯郸市峰峰矿区下辖的一个乡镇级行政单位。原属于磁县，2014年4月划归峰峰矿区。

## 行政区划
西固义乡下辖以下地区：
ID“Template:PRC admin/data/13/04/06/200/000”在系统中是未知的。请使用一个有效的实体ID。。